# Tothe International
Tothe International (tidligere Death Tothe) er et dansk band bestående af Jesper Reginal, Karsten Schiøler, Mikael Fenger, Robert Schmidt og Ulrik Petersen.
Gruppens debutalbum, Candy's speech, udkom i 1996. Deres andet album, Steak fik tre ud af seks stjerner i musikmagasinet GAFFA.

## Diskografi
- Candy's speech (1996)
- Steak (1997)
- The Slow Light Theory (2000)
- Death to the death Tothe (2006)